# Geneviève Page
Geneviève Anne Marguerite Page z domu Bonjean (ur. 13 grudnia 1927 w Paryżu, zm. 14 lutego 2025 tamże) – francuska aktorka filmowa i teatralna. Zasiadała w jury konkursu głównego podczas 17. Międzynarodowego Festiwalu Filmowego w Cannes (1964).

## Filmografia
- 1952: Fanfan Tulipan (Fanfan la Tulipe)
- 1956: Kurier carski (Michel Strogoff)
- 1961: Cyd (El Cid)
- 1961: Trzy pokoje na Manhattanie (Trois chambres à Manhattan)
- 1966: Grand Prix
- 1967: Piękność dnia (Belle de jour)
- 1968: Mayerling
- 1970: Prywatne życie Sherlocka Holmesa (The Private Life of Sherlock Holmes)
- 1999: Kochankowie (Lovers)
- 2003: Rien que du bonheur(inne języki)